# Dan Ionescu (inginer de sunet)
Dan Ionescu (n. 1 ianuarie 1926, București, România – d. 14 iunie 1996, București, România) a fost un inginer de sunet român, care s-a făcut remarcat prin contribuția sa la realizarea coloanei sonore a numeroase filme și, de asemenea, prin interpretarea unor roluri în unele filme precum rolul industriașului Bazilescu în Facerea lumii (1971) și rolul pastorului Gorgon în Ciprian Porumbescu (1973).

## Biografie
Dan Ionescu a absolvit Institutul Politehnic din București, promoția 1949. În ciuda faptului că și-a dorit să lucreze ca inginer naval și regizor de operă, a fost repartizat ca inginer la Studioul Cinematografic București, fără a avea, potrivit propriei mărturisiri, „o pasiune preconcepută pentru cinematograf”. A considerat inițial că această repartiție ar fi „o glumă proastă”. Cu toate acestea, a lucrat mult timp ca operator de sunet pentru filme și, în această perioadă, a devenit pe rând inginer șef, director tehnic și director artistic al Studioului Cinematografic București. În calitate de director tehnic al Studioului Cinematografic București, a participat la construirea și dotarea cu echipamente a studiourilor cinematografice de la Buftea și a Centrului vechi de televiziune.
A fost un colaborator apropiat, în calitate de operator de sunet, al regizorului Ion Popescu-Gopo, care, în cartea Filme, filme, filme, filme (Ed. Meridiane, București, 1963), îl considera „un fel de Jupiter priceput în fel de fel de zgomote lungite sau comprimate tehnic, captate din cosmos sau provocate cu un dop de plută, un om inventiv, un tehnician excelent”. Regizorul de filme de animație Ion Truică îl descria ca „o inteligență neliniștită, un inventiv, un inspirat căutător de metafore sonore. Dotat cu un excepțional simț al ritmului, el dă viață filmului prin efecte sonore surprinzătoare, năstrușnice”. Colaboratorii săi obișnuiau să-l numească „profesorul” și i se adresau cu apelativul „Don-profesor”.
A interpretat roluri în câteva filme precum Gaudeamus igitur (1965), Facerea lumii (1971), Ciprian Porumbescu (1973), Cantemir (1975), Nu filmăm să ne-amuzăm (1975) și Povestea dragostei (1977), considerând că un profesionist din domeniul cinematografiei trebuie să învețe permanent și să cunoască cât mai detaliat „mecanismele producției de film” și că „«multilateralul» nu trebuie să rămînă un termen abstract”. Interpretările sale au fost elogiate de specialiști precum Călin Căliman, care scria că Dan Ionescu s-a dovedit un interpret „de clasă” prin rolurile jucate în Ciprian Porumbescu („iarăși seducător!”) și Povestea dragostei („inegalabil”)

## Filmografie

### Inginer de sunet
- Viața nu iartă (1959) - în colaborare cu Victor Cantuniari
- O poveste obișnuită... o poveste ca în basme (1959)
- Darclée (1960)
- Poveste sentimentală (1962)
- Celebrul 702 (1962) - în colaborare cu Constanța Manziuc
- Codin (1963) - în colaborare cu Jean-Claude Marchetti
- Pași spre lună (1964)
- De-aș fi... Harap Alb (1965)
- Faust XX (1966)
- De trei ori București (segmentele II și III, 1968)
- Aventurile lui Tom Sawyer (1968)
- Moartea lui Joe Indianul (1968)
- Canarul și viscolul (1970)
- Facerea lumii (1971)
- Felix și Otilia (1972)
- Ciprian Porumbescu (1973)
- Nu filmăm să ne-amuzăm (1975)
- Comedie fantastică (1975) - în colaborare cu Victor Cantuniari
- Cantemir (1975)
- Mușchetarul român (1975)
- Casa de la miezul nopții (1976)
- Povestea dragostei (1977)
- Septembrie (1978)
- Ecaterina Teodoroiu (1978)
- Al patrulea stol (1979)
- Clipa (1979)
- Lumina palidă a durerii (1980)[8]
- Iancu Jianu zapciul (1981)
- Iancu Jianu haiducul (1981)
- Maria Mirabela (1981)[9]
- Comoara (1983)
- Dragostea și revoluția (1983)[9]
- Galax (1984)[10]
- Surorile (1984)[11]
- Rămășagul (1985)
- O zi la București (1987)
- Anotimpul iubirii (1987)
- Maria Mirabela în Tranzistoria (1989)[12] - în colaborare cu Radu Boboc
- Flăcăul cu o singură bretea (1990)[13]

### Ilustrator muzical
- Celebrul 702 (1962)
- Anotimpuri (1964) - montaj și mixaj muzical, aranjament muzical (în colaborare cu Lucian Mețianu)
- Canarul și viscolul (1970)

### Actor
- Gaudeamus igitur (1965) - profesorul examinator de la Facultatea de Fizică
- Aventurile lui Tom Sawyer (1968)[3] - un bărbat îmbrăcat în negru
- Facerea lumii (1971)[14] - industriașul George Bazilescu, patronul tipografiei
- Ciprian Porumbescu (1973)[6] - pastorul Gorgon
- Cantemir (1975) - marele vistiernic Iordache Rusăt
- Nu filmăm să ne-amuzăm (1975) - inginerul de sunet / bucătarul
- Povestea dragostei (1977)[7][15] - împăratul
- Războiul independenței (serial TV, 1977)
- Flăcăul cu o singură bretea (1990)

## Premii
- Premiul UNIATEC pentru efecte sonore la Festivalul Internațional de Film de la Praga (1960) pentru contribuția sa la scurtmetrajele animate Scurtă istorie, Șapte arte, Homo Sapiens
- Premiul pentru coloană sonoră al Asociației Cineaștilor din România (ACIN) (1973) pentru contribuția sa la filmul Ciprian Porumbescu (ex-aequo cu Anușavan Salamanian pentru filmul Veronica)[16]
- Premiul pentru coloană sonoră al Asociației Cineaștilor din România (ACIN) (1978) pentru contribuția sa la filmul Ecaterina Teodoroiu[17]